# Championnat de Tchécoslovaquie de football 1962-1963
Navigation
Saison précédente Saison suivante

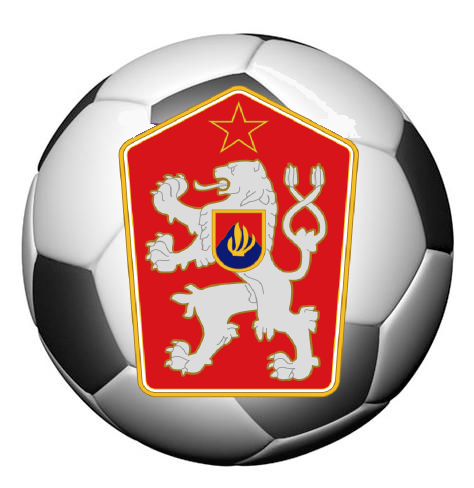
Logo du football tchécoslovaque

La saison 1962-1963 du Championnat de Tchécoslovaquie de football est la 32e édition du championnat de première division en Tchécoslovaquie. Les quatorze meilleurs clubs du pays se retrouvent au sein d'une poule unique, la First League, où les formations s'affrontent deux fois, à domicile et à l'extérieur. À l'issue du championnat, les trois derniers du classement sont relégués et remplacés par les trois meilleurs clubs de II. Liga, la deuxième division tchécoslovaque.
C'est le club du Dukla Prague, double tenant du titre, qui termine en tête du classement du championnat, avec trois points d'avance sur le Jednota Trencin, promu de II. Liga et quatre sur un duo composé du FC Banik Ostrava et du Slovnaft Bratislava (anciennement CH Bratislava). C'est le 6e titre de champion de l'histoire du club.

## Les 14 clubs participants
| - Dukla Prague - Spartak Praha Sokolovo - Slovnaft Bratislava - SK Slovan Bratislava - Jednota Trencin - Promu de II. Liga - Tatran Presov - Spartak Plzeň | - Spartak ZJŠ Brno - SONP Kladno - Dynamo Prague - Promu de II. Liga - FC Banik Ostrava - Slovan Nitra - CKD Prague - Spartak Hradec Králové |

## Compétition

### Classement
Le barème utilisé pour établir le classement est le suivant :
- Victoire : 2 points
- Match nul : 1 point
- Défaite : 0 point

| Rang | Équipe                   | Pts | J  | G  | N  | P  | Bp | Bc | Diff |
| ---- | ------------------------ | --- | -- | -- | -- | -- | -- | -- | ---- |
| 1    | Dukla Prague (T)         | 35  | 26 | 16 | 3  | 7  | 49 | 25 | +24  |
| 2    | Jednota Trenčín (P)      | 32  | 26 | 12 | 8  | 6  | 36 | 24 | +12  |
| 3    | FC Baník Ostrava         | 31  | 26 | 14 | 3  | 9  | 47 | 33 | +14  |
| 4    | Slovnaft Bratislava      | 31  | 26 | 13 | 5  | 8  | 37 | 26 | +11  |
| 5    | Spartak Hradec Králové   | 27  | 26 | 11 | 5  | 10 | 38 | 36 | +2   |
| 6    | CKD Prague               | 26  | 26 | 11 | 4  | 11 | 37 | 41 | -4   |
| 7    | ŠK Slovan Bratislava (C) | 25  | 26 | 10 | 5  | 11 | 45 | 40 | +5   |
| 8    | Spartak ZJŠ Brno         | 25  | 26 | 9  | 7  | 10 | 34 | 37 | -3   |
| 9    | Spartak Praha Sokolovo   | 24  | 26 | 7  | 10 | 9  | 33 | 32 | +1   |
| 10   | Tatran Prešov            | 24  | 26 | 10 | 4  | 12 | 46 | 46 | 0    |
| 11   | SONP Kladno              | 24  | 26 | 9  | 6  | 11 | 38 | 50 | -12  |
| 12   | Slovan Nitra             | 23  | 26 | 8  | 7  | 11 | 36 | 45 | -9   |
| 13   | Spartak Plzeň            | 19  | 26 | 8  | 3  | 15 | 34 | 59 | -25  |
| 14   | Dynamo Prague (P)        | 18  | 26 | 6  | 6  | 14 | 30 | 46 | -16  |

|  | Qualification pour la Coupe d'Europe des clubs champions 1963-1964                                |
|  | Qualification pour la Coupe des Coupes 1963-1964                                                  |
|  | Qualification pour la Coupe des villes de foires 1963-1964                                        |
|  | Relégation en II. Liga                                                                            |
|  | (T) Tenant du titre (C) Vainqueur de la Coupe du Tchécoslovaquie (P) : Promu de deuxième division |

## Bilan de la saison
| Championnat de Tchécoslovaquie de football 1962-1963 |                         |
| Champion                                             | Dukla Prague (6e titre) |
| Coupes et trophées                                   |                         |
| Vainqueur de la Coupe de Tchécoslovaquie 1962-1963   | SK Slovan Bratislava    |
| Qualifications continentales                         |                         |
| Coupe d'Europe des clubs champions 1963-1964         | Dukla Prague            |
| Coupe des Coupes 1963-1964                           | SK Slovan Bratislava    |
| Coupe des villes de foires 1963-1964                 | Spartak ZJŠ Brno        |
| Promotions et relégations                            |                         |
| Promus en I. Liga                                    | TZ Trinec               |
| Promus en I. Liga                                    | VSS Kosice              |
| Promus en I. Liga                                    | Spartak Motorlet Praha  |
| Relégués en II. Liga                                 | Slovan Nitra            |
| Relégués en II. Liga                                 | Spartak Plzeň           |
| Relégués en II. Liga                                 | Dynamo Prague           |